# (1063) Aquilegia
(1063) Aquilegia es un asteroide que forma parte del cinturón de asteroides y fue descubierto el 6 de diciembre de 1925 por Karl Wilhelm Reinmuth desde el observatorio de Heidelberg-Königstuhl, Alemania.

## Designación y nombre
Aquilegia recibió al principio la designación de 1925 XA.
Posteriormente se nombró por el género de las colombinas, una planta de la familia de las ranunculáceas.

## Características orbitales
Aquilegia está situado a una distancia media de 2,314 ua del Sol, pudiendo alejarse hasta 2,406 ua y acercarse hasta 2,222 ua. Su excentricidad es 0,03975 y la inclinación orbital 5,973°. Emplea en completar una órbita alrededor del Sol 1286 días.